# 碳青霉烷
碳青霉烷音译卡巴培南，是一类青霉烷的硫被次甲基取代的化合物，为含氮有机化合物，化学式C6H9NO，属于饱和碳青黴烯类β-内酰胺抗生素，也是合成碳青霉烯类抗生素的中间体。

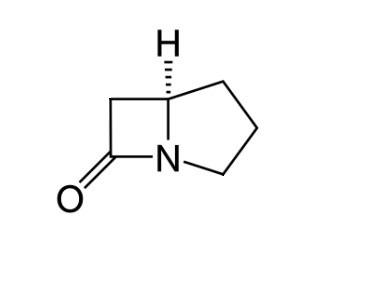
碳青霉烷的键线式
(3S,5R)-碳青霉烷-3-甲酸的结构
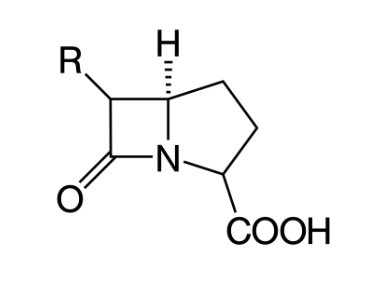
碳青霉烷类常见的共同键线式